# Nira Dynamics
Nira Dynamics AB est une société suédoise de recherche et développement de systèmes pour l'industrie automobile.
Elle développe un système de contrôle automatique de la pression des pneus.